# Амбатоваки
Амбатоваки (Ambatovaky) је највећи специјални резерват на Мадагаскару и ту је највећа низијска шума, после оне у националном парку Масоала. Налази се на североисточној обали. У овој кишној шуми живи 11 врста лемура, 110 врста птица, 113 врста водоземаца и гмизаваца и 34 врсте риба. Забележена је 291 врста биљака, што није много велик број. Од тога је 221 врста ендемична.

## Извор
- https://web.archive.org/web/20120612164717/http://www.parcs-madagascar.com/madagascar-national-parks_en.php?Navigation=25